# Federico Elduayen
Federico Martín Elduayen Saldaña (Fray Bentos, 25 giugno 1977) è un ex calciatore uruguaiano, di ruolo portiere.

## Carriera

### Club
Dopo gli inizi nel settore giovanile del Peñarol, debutta in prima squadra nel 1999, in una partita di Coppa Mercosur contro i brasiliani del Vasco da Gama.  Ha partecipato a sei edizioni consecutive della Copa Libertadores, dal 2000 al 2005.  Dopo aver perso il posto da titolare firma per l'Universidad de Concepción, squadra cilena dove occupa il posto di portiere titolare fin da quando è arrivato.

### Nazionale
Ha giocato una sola partita con l'Uruguay, un'amichevole prima di Corea del Sud-Giappone 2002, contro Singapore. Fu comunque convocato come terzo portiere al campionato del mondo 2002.

## Statistiche

### Cronologia presenze e reti in nazionale
| Cronologia completa delle presenze e delle reti in nazionale ― Uruguay | Cronologia completa delle presenze e delle reti in nazionale ― Uruguay | Cronologia completa delle presenze e delle reti in nazionale ― Uruguay | Cronologia completa delle presenze e delle reti in nazionale ― Uruguay | Cronologia completa delle presenze e delle reti in nazionale ― Uruguay | Cronologia completa delle presenze e delle reti in nazionale ― Uruguay | Cronologia completa delle presenze e delle reti in nazionale ― Uruguay | Cronologia completa delle presenze e delle reti in nazionale ― Uruguay |
| Data                                                                   | Città                                                                  | In casa                                                                | Risultato                                                              | Ospiti                                                                 | Competizione                                                           | Reti                                                                   | Note                                                                   |
| ---------------------------------------------------------------------- | ---------------------------------------------------------------------- | ---------------------------------------------------------------------- | ---------------------------------------------------------------------- | ---------------------------------------------------------------------- | ---------------------------------------------------------------------- | ---------------------------------------------------------------------- | ---------------------------------------------------------------------- |
| 21-5-2002                                                              | Singapore                                                              | Singapore                                                              | 1 – 2                                                                  | Uruguay                                                                | Amichevole                                                             | -1                                                                     | 46’                                                                    |
| Totale                                                                 |                                                                        | Presenze                                                               | 1                                                                      |                                                                        | Reti                                                                   | -1                                                                     |                                                                        |

## Palmarès

### Club

#### Competizioni nazionali
- Campionato uruguaiano: 2

Peñarol: 1999, 2003
- Copa Chile: 1

Univ. de Concepción: 2008